# Запорізький залізорудний комбінат
ПрАТ «Запорізький залізорудний комбінат» — одне з найбільших підприємств у гірничо-металургійній галузі України. Розташований в Запорізькій області, за 25 км від міста Дніпрорудне.

## Повномаштабне вторгнення
Після того як Російська Федерація розпочала повномаштабне вторгнення на територію України, було захоплено велику частину Запорізької області. Окупаційна влада виставила нове керівництво, яке займалося розграбленням власного майна ЗЗРК. Приватне товариство ЗЗРК під впливом РФ було перейменоване у ДЗРК (Дніпрорудненський Залізо-Рудний Комбінат). Зараз повністю контролюється країною агрессором.

## Історія
Запорізький залізорудний комбінат був побудований на базі Південно-Білозерського родовища залізних руд, яке разом з Переверзівським родовищем входить до складу Білозерського залізорудного району, відкритого Західноукраїнською геологічною експедицією у 1948. За оцінками геологів, запаси багатих залізних руд в Білозерському залізорудному районі становлять до 1 млрд т.
Першу чергу комбінату потужністю 1 млн т руди на рік було введено в експлуатацію актом Державної комісії 31 грудня 1969. У січні 1970 року акт Державної комісії був затверджений наказом Мінчормета СРСР. Таким чином, на початку 1970 в СРСР офіційно з'явилося ще одне гірничорудне підприємство..
У 1996 було засноване СП 
13 червня 2022 був захоплений ЗС РФ.

## Загальні відомості
Юридична адреса: 71674, Запорізька область, Василівський район, с. Мала Білозерка, Веселівське шосе,7 км.
Об'єкти ЗЗРК розташовані в 5 районах Запорізької області: Василівському, Веселівському, Мелітопольському, Якимівському і Михайлівському. Територія підприємства становить 692 га.
Чисельність працюючого персоналу — 4,8 тис. осіб.
Комбінат є містоутворювальним підприємством для м. Дніпрорудне.
До об'єктів соціальної сфери підприємства належить санаторій-профілакторій «Гірник» на березі Каховського водосховища (м. Дніпрорудне) та база відпочинку «Гірник» на Азовському морі (смт Кирилівка).
На горизонті 840 м ЗЗРК розташована унікальна підземна каплиця святої великомучениці Варвари, покровительки гірників. Ще одну каплицю святої Варвари побудовано на території проммайданчика комбінату.

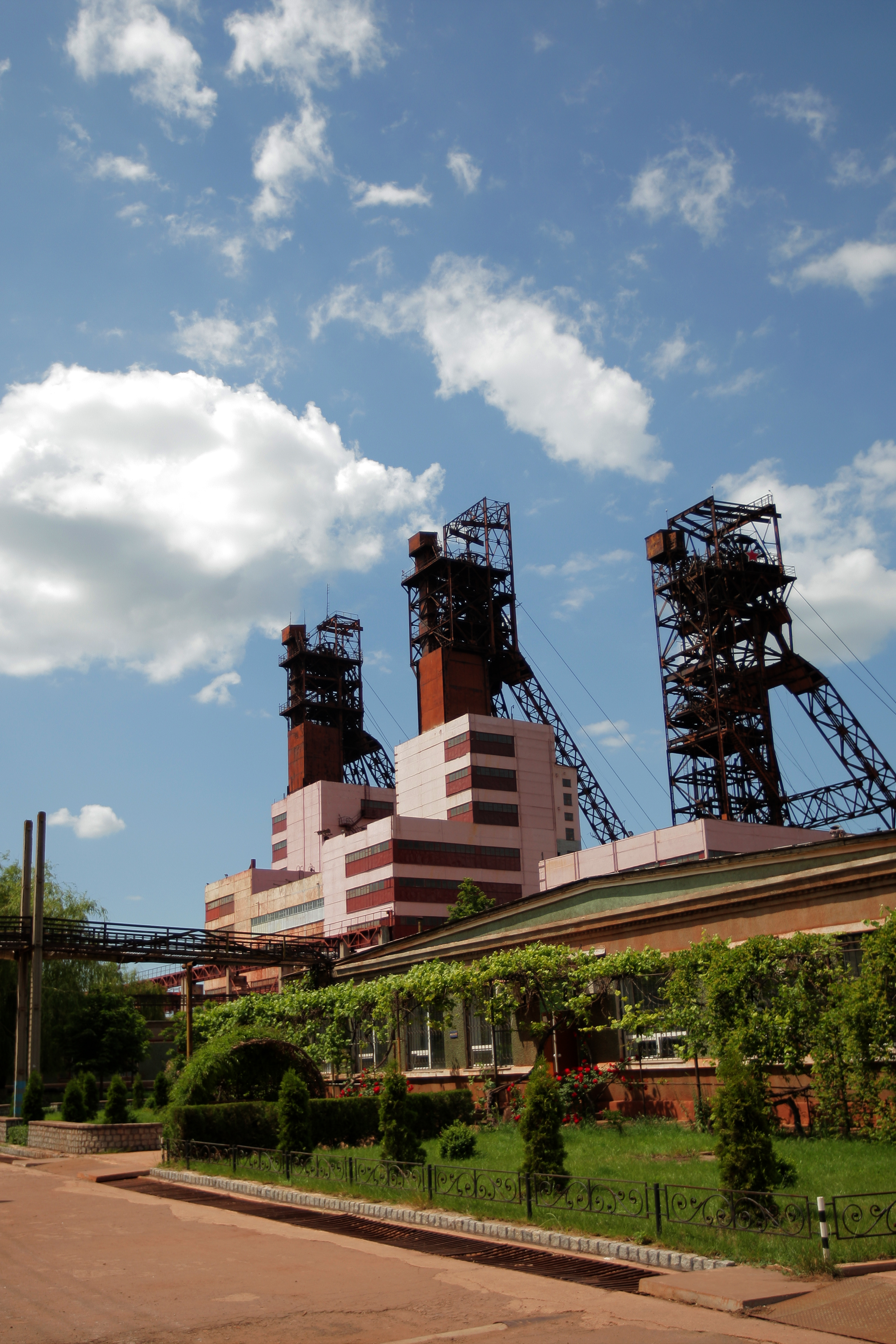
Центральна група стовбурів

## Акціонери
Головними акціонерами ПрАТ «ЗЗРК» є:
- фірма Minerfin, a.s. (51,1697 % акцій), Словаччина;
- Запоріжсталь (29,5193 %), Україна;
- KSK Consulting, a.s. (19,0632 %), Чехія.

## Директори підприємства
- Микола Ємельянович Григорьєв (1960—1963);
- Василь Тимофійович Воропаєв (1963—1970);
- Євген Васильович Бєлєнький (1970—1977);
- Володимир Прокопович Драгунов (1977—1999);
- Олександр Іванович Фурман (1999—2014);
- Михайло Костянтинович Короленко (2014—2020 р.);
- Дмитро Валерійович Колєсніков (2020—2024 р.).
- Андрій Вікторович Карнаух (з 2024 р.)[4]

## Діяльність

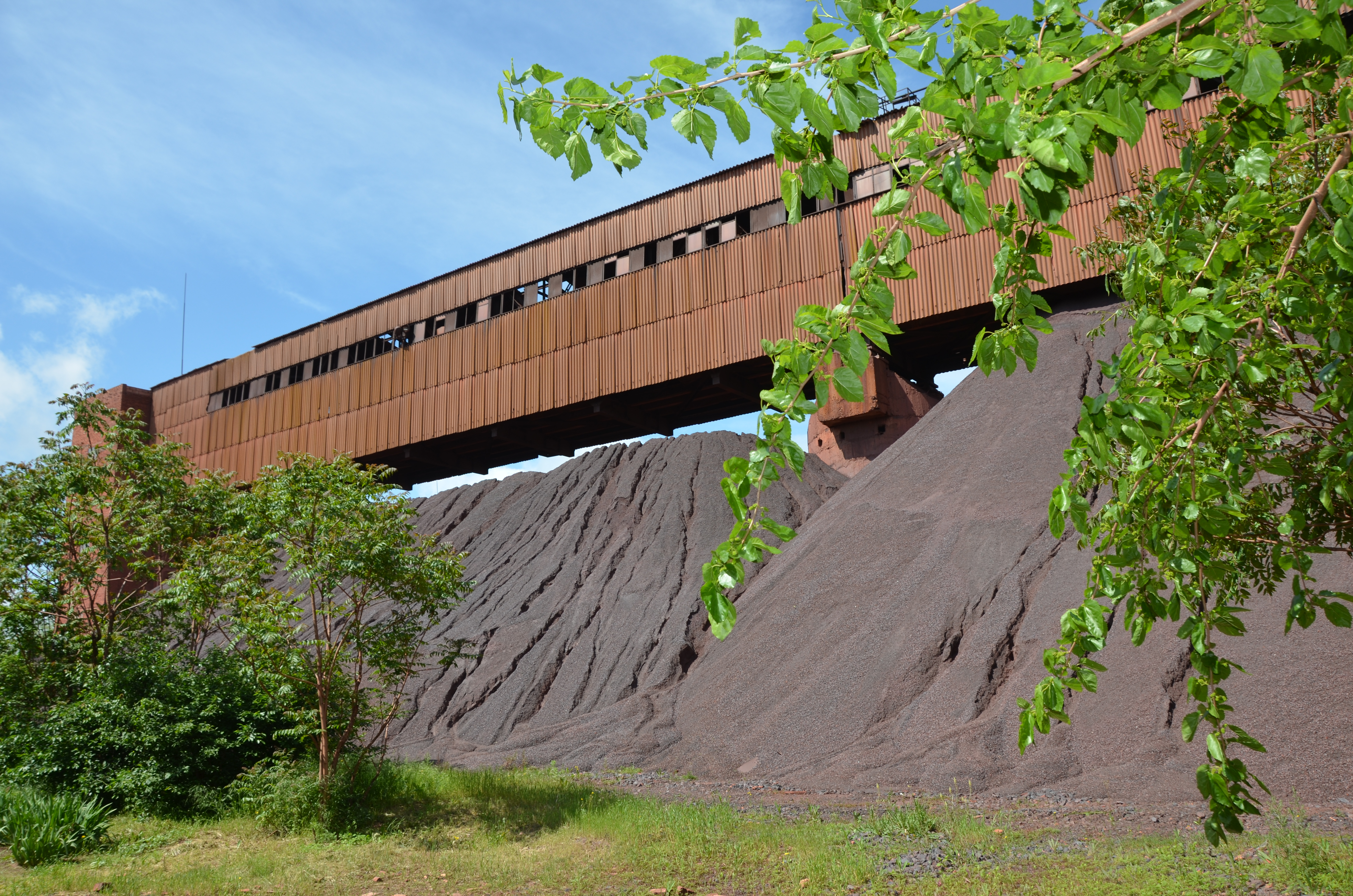
Залізна руда

На Запорізькому залізорудному комбінаті видобувається агломераційна і мартенівська руда.
У загальному обсязі продукції 90 % складає агломераційна руда, яка містить 62 % заліза і значно перевершує за якістю руду Криворізького басейну та інших родовищ Східної Європи.
Руду підприємство постачає на внутрішній ринок і експортує. Близько 60 % продукції комбінат поставляє в Чехію, Словаччину, Польщу та Австрію, близько 40 % — на «Запоріжсталь».

### Спецдозволи
З 15 листопада 1996 по 23 квітня 1999 діяв спецдозвіл на видобування залізної руди у Південно-Білозірському родовищі. 7 вересня 1998 дозвіл був переоформлений у зв'язку з реорганізацією підприємства. Його дію було подовжено на 38 років (до 8 квітня 2036).
24 березня 2008 компанія отримала дозвіл на видобування багатих залізних руд у Переверзівському родовищі.

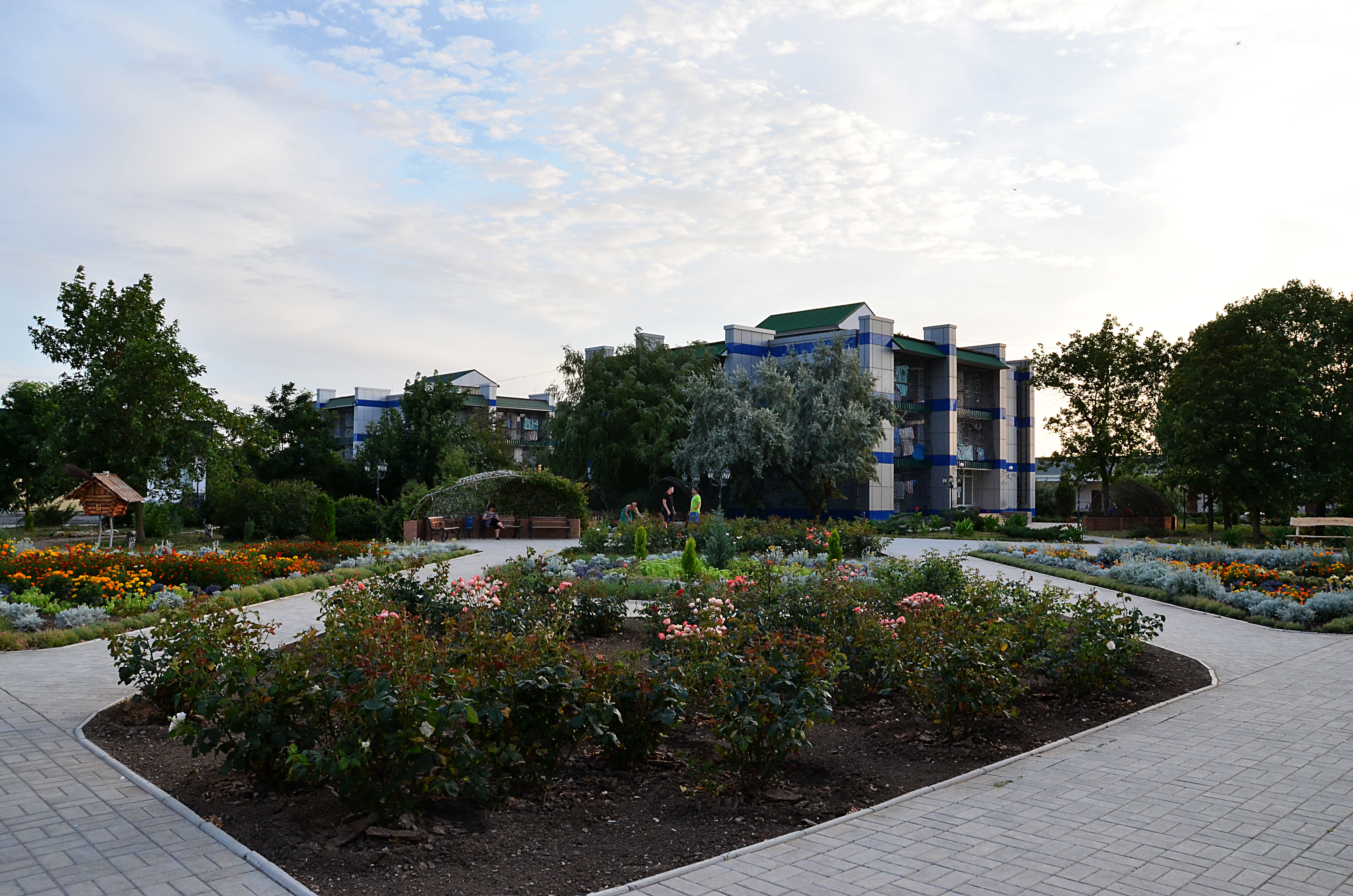
База відпочинку «Гірник»

## Характеристика
Запаси багатих залізних руд в районі — 1 млрд т. Родовище залягає у складних гідрогеологічних умовах під осадами потужністю 200—250 м  і 7 водоносними горизонтами. Потужність рудного тіла 2,5–130 м (середня — 60 м). Тип руди — магнетито-мартитовий, вміст Fe 48–69 %. Розвідані запаси руди на початок будівництва копальні становили 300 млн т. За 50 років експлуатації видобуто більше 172 млн т залізної руди. Руда відрізняється своєю високою якістю і мінімумом шкідливих домішок.

## Технологія. Сучасний стан
Структуру комбіната становлять 2 шахти, дробильно-сортувальна фабрика, цех закладки виробленого простору, допоміжні цехи.
Видобуток ведеться головним чином на шахті «Експлуатаційна» продуктивністю 4 млн т руди на рік. Шахта «Прохідницька» здійснює розкриття і підготовку нових горизонтів, а також видобуток руди в обсязі 0,5 млн т на рік. Застосовується поверхово-камерна система з наступною закладкою вироблених камер тверднучою гідросумішшю. У 2017 розпочато відпрацювання горизонту 940 м, в планах 2022 — горизонт 1 040 м. Фабрика сортує руду на агломераційну (Fe 62 %) і грудкову мартенівську (Fe 58,5 %).
У зв'язку із захопленням Запорізького ЗРК військами РФ і подальшим припиненням роботи з'явилася небезпека зараження поверхневих вод залізом.
Російські окупанти намагалися відновити роботу Запорізького залізорудного комбінату, працівникам пообіцяли виплачувати 60 % від їхньої зарплати станом на 23 лютого 2022 року. Для цього вимагали від працівників підписати новий контракт відповідно з російським законодавством. Проте, ЖОДЕН з працівників не погодився на співпрацю з окупантами.
З території підприємства окупанти намагаються вивезти з шахт руду. Є загроза того, що не будуть працювати насосні станції та вода не буде відкачуватись з шахт. За тиждень вода з 1 кілометра може підніматися на відмітку -30, і це може мати важкі наслідки: зараження поверхневих вод та горизонтів залізною рудою.

## Нагороди підприємства
- У 2004 році групою фахівців ЗЗРК в складі авторського колективу отримана Державна премія за розробку і впровадження високоефективної природоохоронної технології видобутку корисних копалин в складних гідрогеологічних умовах.
- У 2013 році колектив ЗЗРК був нагороджений орденом «За заслуги перед Запорізьким краєм» III ступеня, у 2017 році — орденом «За заслуги перед Запорізьким краєм» II ступеня[8], в 2020 році — орденом «За заслуги перед Запорізьким краєм» I ступеня[9]. Таким чином, підприємство є повним кавалером цієї нагороди.
- У 2016 році трудовий колектив комбінату отримав нагороду «За заслуги перед містом Дніпрорудне» і почесний знак «За заслуги перед громадою Василівського району».
- У 2018 році трудовий колектив ЗЗРК відзначений Почесною грамотою Верховної Ради України «За заслуги перед народом України».

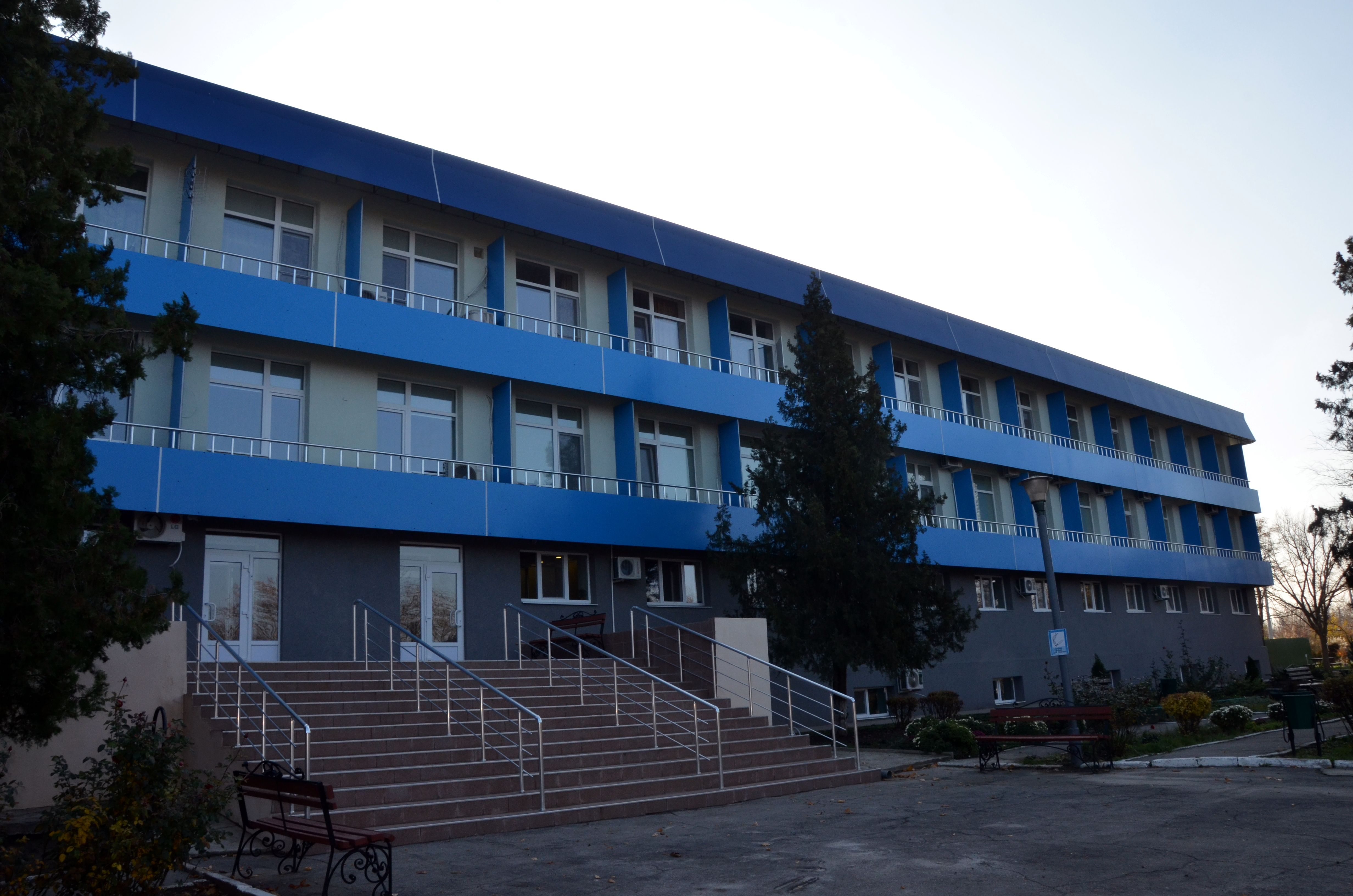
Санаторій-профілакторій «Гірник»